# Leslie Benzies
Leslie Peter Benzies (Aberdeen, 17 de janeiro de 1971) é um desenvolvedor, programador, produtor, designer de jogos eletrônicos, empresário e filantropo escocês. Foi presidente da Rockstar North, produtor e game designer da aclamada série de games Grand Theft Auto, tendo responsabilidade desde Grand Theft Auto III até Grand Theft Auto V. Além de GTA, produziu a série Manhunt e outros jogos da Rockstar Games, como Red Dead Redemption, L.A. Noire e Max Payne 3. Atualmente, Leslie não está mais na Rockstar e abriu um processo contra a mesma. Durante esse tempo, ele fundou, com ex-colegas e funcionários da Rockstar North um novo estúdio, que está desenvolvendo um jogo de mundo aberto com o título Everywhere.

## Biografia
Nascido na cidade de Aberdeen, na Escócia, filho de Sylvia Noble e Leonard Benzies, Leslie se mudou com seus pais para as Terras Altas ainda na infância, assim crescendo nas cidades de Dufftown e Elgin. Quando tinha 11 anos, seu pai Leonard comprou um computador Dragon 32, e não demorou muito para que Leslie se apossasse do computador de seu pai, aprendendo sozinho a programar e escrever seus próprios jogos. Aos 15 anos, seus pais se divorciaram, ele saiu de Dufftown e se mudou para Elgin com as irmãs Angela, Lorraine e a mãe, que se casou com Jack Noble, hoteleiro e sócio acionista do time de futebol Elgin City Football Club. Durante sua época na escola, desenvolveu seu primeiro jogo. Tanto os professores quanto os alunos ficavam impressionados com a capacidade e determinação de Leslie, vencendo competições em toda a Grã Bretanha por seus designs. Até esse ponto, ele decidiu seguir carreira na computação. Estudou computação na Faculdade Aberdeen Gallowgate (atualmente North East Scotland Gallowgate College), mas decidiu largar. Para se sustentar, programava e consertava computadores para a empresa local Moray Instruments & Computers, em Elgin. Enquanto tabalhava para esta empresa, o sonho de se tornar um desenvolvedor de jogos não foi deixado de lado. Depois de economizar dinheiro o suficiente, Leslie dedicou 2 anos desenvolvendo um projeto que iniciara a sua carreira.
A carreira profissional de Leslie como programador de jogos começou em 1995 na DMA Design, quando enviou um projeto independente para David Jones, então um dos pioneiros dos jogos eletrônicos escoceses. Mesmo não possuindo um diploma na época e isso podendo ser um obstáculo, Jones lhe deu um período de estágio e depois um emprego em tempo integral, fazendo parte da equipe como programador principal durante o desenvolvimento do jogo Space Station Silicon Valley, lançado em outubro de 1998 para Nintendo 64. Durante o desenvolvimento deste jogo, Leslie e sua equipe sentiram-se maltratados pela administração da desenvolvedora, e planejavam pedir demissão, entretanto os irmãos Sam e Dan Houser, fundadores da Rockstar Games, intervieram e os conveceram a ficar. Após o lançamento de Space Station Silicon Valley, os Houser financiaram a tranferência de metade dos funcionários (incluindo Leslie) e uma nova unidade da DMA Design em Edimburgo. Leslie e o diretor de arte então recém-contratado Aaron Garbut começaram a desenvolver idéias e elementos para um jogo com a temática Godzilla, mas resolveram utilizá-las naquele que seria o marco da indústria interativa, Grand Theft Auto III.
Após o lançamento e sucesso comercial e crítico de Grand Theft Auto III, em outubro de 2001, Benzies, Garbut e os irmãos Sam e Dan Houser, tornaram-se celebridades internacionais, embora não concedam muitas entrevistas. Em 2002, durante o desenvolvimento de Grand Theft Auto: Vice City, a DMA Design foi reestruturada, mudando o nome para Rockstar North, fechando de vez a sua filial em Dundee, mantendo-os definitivamente em Edimburgo e tendo Leslie como presidente até então.
Entre os anos de 2005 e 2014, Leslie, por sua contribuição para a indústria do entretenimento interativo, ganhou vários prêmios e honrarias juntamente com os irmãos Houser e Aaron Garbut, entre eles os prêmios da BAFTA a Special Award e Fellowship Award (este último entregue em 2014 por Hideo Kojima, criador da franquia Metal Gear e do jogo Policenauts), além de serem induzidos ao Hall da Fama da Academia de Artes e Ciências Interativas. Em 17 de julho de 2015, reconhecido por seu esforço e dedicação à indústria interativa, recebeu do professor Richard Laing o Doutorado Honorário de Design pela Universidade Robert Gordon em Aberdeen, sua cidade natal.
Em junho de 2014, foi reportado que Leslie havia comprado a igreja de São Estêvão no bairro de Stockbridge, em Edimburgo, pelo preço de £500.000,00, com o intuito de preservar a identidade religiosa e cultural que o edifício representa, além de formar uma comunidade para gerenciar sua reestruturação. Após a reforma, criou a Fundação Benzies (The Benzies Foundation), instituição de que tem como objetivo o incentivo aos jovens da comunidade escocesa ao cuidado da saúde e à pratica de esportes, mesmo quem não tem condições financeiras para praticar aulas de esporte.  Por falar em esportes, Leslie, por ter vivido grande parte de sua juventude na região de Moray, passou a investir mais de £600.000,00 na estrutura do time de futebol Elgin City Football Club, sendo seu acionista majoritário para assim motivar ainda mais os jovens das comunidades a praticar esportes.
No dia 1 de setembro de 2014, Leslie entrou num período sabático e deixou a Rockstar North no dia 12 de janeiro de 2016. Após sua saída, o diretor de arte Aaron Garbut e o diretor de animação Rob Nelson passaram a comandar a companhia. Três meses após sua saída, no dia 12 de abril de 2016, Benzies entrou com um processo contra a Rockstar, Take Two Interactive e contra os irmãos Houser, reinvidicando US$150 milhões de dólares em royalties não pagos pelas vendas de Grand Theft Auto V, além de acusá-los de o forçarem a pedir demissão da companhia com o intuito de encerrar sua parceria entre os Houser e assim não receber royalties. A polêmica notícia do processo pegou todos os fãs e a imprensa de surpresa. Por conhecimento público, a data do julgamento do processo ainda está a ser determinado.
Cerca de nove meses depois, em 21 de janeiro de 2017, foi noticiado por tablóides e sites relacionados ao entretenimento interativo que Benzies, após 1 ano ausente da indústria, está abrindo cinco desenvolvedoras de jogos eletrônicos. Entre essas cinco empresas, quatro já têm nomes: Royal Circus Games Limited, Starship Group, Everywhere Game Limited e VR-Chitect Limited. A Royal Circus já possui um projeto chamado Time for a New World, também com uma hashtag associada tal projeto: #TFANW. A Starship Group e a Everywhere Game, assim como a Royal Circus, também estão voltadas aos jogos para consoles, PCs e aparelhos móveis. Já a VR-Chitect, como descrita no nome da empresa, está voltada não apenas aos jogos em realidade virtual, mas ao desenvolvimento de um hardware próprio.
Em 26 de janeiro de 2017, Leslie anunciou seu primeiro jogo, Everywhere (estilizado como EVERYWHERƎ), de mundo aberto, utilizando o motor gráfico Lumberyard, desenvolvido pela Amazon com base na arquitetura da CryEngine 3. O jogo promete ser, nas palavras de Leslie, ambicioso, mas ainda ligado a liberdade do jogador em explorar e fazer tudo o que bem entender, e que o tom de Everywhere pode mudar dependendo das ações do jogador. Este anúncio marca o retorno de uma das pessoas mais importantes da indústria de games.

## Créditos
| Ano  | Título do jogo                           | Função                               | Observações |
| ---- | ---------------------------------------- | ------------------------------------ | --- |
| 1998 | Space Station Silicon Valley             | Programador principal                | Desenvolvido durante a era DMA Design. |
| 2001 | Grand Theft Auto III                     | Diretor e produtor                   | Desenvolvido no fim da era DMA Design. Cópias posteriores do jogo possuem a logo da Rockstar North.                                                                                        |
| 2002 | Grand Theft Auto: Vice City              | Diretor e produtor                   | Desenvolvido no início da era Rockstar North. Primeiro jogo com Benzies no comando da Rockstar North.                                                                                      |
| 2003 | Manhunt                                  | Produtor, diretor de desenvolvimento | |
| 2004 | Grand Theft Auto: San Andreas            | Diretor e produtor                   | |
| 2005 | The Warriors                             | –                                    | Agradecimentos especiais. |
| 2005 | Grand Theft Auto: Liberty City Stories   | Produtor                             | Parceria com a Rockstar Leeds. |
| 2006 | Grand Theft Auto: Vice City Stories      | Produtor                             | Parceria com a Rockstar Leeds. |
| 2007 | Manhunt 2                                | Produtor                             | Parceria com a Rockstar Leeds e Rockstar London. |
| 2008 | Grand Theft Auto IV                      | Diretor e produtor                   | Versão Windows lançado em dezembro de 2008 pela Rockstar Toronto. |
| 2009 | Grand Theft Auto: The Lost and Damned    | Diretor e produtor                   | Expansão episódica. Versão Windows lançado em abril de 2010 pela Rockstar Toronto sob a coletânea Episodes from Liberty City.                                                              |
| 2009 | Grand Theft Auto: Chinatown Wars         | Produtor                             | Parceria com a Rockstar Leeds. |
| 2009 | Grand Theft Auto: The Ballad of Gay Tony | Diretor e produtor                   | Expansão episódica. Versão Windows lançado em abril de 2010 pela Rockstar Toronto sob a coletânea Episodes from Liberty City.                                                              |
| 2010 | Red Dead Redemption                      | Produtor, game designer              | Jogo desenvolvido pela Rockstar San Diego. |
| 2011 | L.A. Noire                               | Produtor executivo                   | Jogo desenvolvido pela Team Bondi. Versão Windows lançada em novembro de 2011 pela Rockstar Leeds.                                                                                         |
| 2012 | Max Payne 3                              | Produtor executivo                   | Desenvolvimento liderado pela Rockstar Vancouver em parceria com outros estúdios da Rockstar Games. Rockstar Vancouver foi fechada em julho de 2012 após fundir-se com a Rockstar Toronto. |
| 2013 | Grand Theft Auto V                       | Diretor, produtor, game designer     | Modo História/Modo Online relançados juntos em novembro de 2014 para PS4 e Xbox One, e em abril de 2015 para Windows. Último jogo com Benzies no comando da Rockstar North.                |
| 2013 | Grand Theft Auto Online                  | Diretor, produtor, game designer     | Modo História/Modo Online relançados juntos em novembro de 2014 para PS4 e Xbox One, e em abril de 2015 para Windows. Último jogo com Benzies no comando da Rockstar North.                |
| TBA  | Everywhere                               | Produtor, game designer              | Primeiro jogo Benzies após sua saída da Rockstar North em janeiro de 2016. Desenvolvido pela Build a Rocket Boy, fundada pelo mesmo.                                                       |